# دانكن ماكنزي (قاتل)
أدين دانكن بيدر ماكنزي الابن المولود في (5 أكتوبر 1951), والذي اعدم في (10 مايو 1995), بقتل معلمة مدرسة كونراد مونتانا تدعى لانا هاردينج في 21 يناير 1974. بعد إدانته في شهر آذار لسنة 1975، ظل على المحكوم عليه بالإعدام لمدة 20 عامًا، وتلقى ثماني تعليقات مؤجلة لعقوبة الإعدام، وقد تم رفض محاولته التاسعه من قبل محاكم الاستئناف في الولايات المتحدة.
تم إعدام ماكنزي في 10 مايو 1995. وقد كان أول شخص يتم إعدامه في مونتانا منذ عام 1943، وهو أيضًا أول سجين أمريكي ينتظر تنفيذ حكم الإعدام فيه يقضي 20 عامًا أو أكثر في انتظار تنفيذ حكم الإعدام ويُعدم في النهاية. وهو واحد من بين 3 أشخاص فقط أُعدموا في مونتانا منذ إعادة عقوبة الإعدام.

## نظرة عامة على الجريمة
أدين بتهمة القتل والاغتصاب والموت بالاختناق لضحيته لانا هاردينج. وحكم عليه بالإعدام الإلزامي بسبب الاختطاف المشدد. ارتكبت الجريمة في تاريخ 21 من شهر كانون الثاني لعام 1974 في الصباح الباكر. كانت هاردينغ معلمة في مدرسة صغيرة تحتوي على صف دراسي واحد. وقد أثار أعضاء المجتمع مخاوف بشأن سلامتها عندما لم تصل إلى المدرسة وبأن حذائها ترك في الممر.

## الشكوك
كما يشتبه في أنه قتل ديبرا بريتي، وهي مراهقة من مدينة كور داليان. ومع ذلك، في تاريخ إعدامه، لم يعترف ماكنزي أبدًا بقتل بريتي وهاردينج. في وقت وفاة بريتي كان يعيش قريبًا نسبيًا من منزل العائلة وكان في اطلاق سراح مشروطً بسبب مهاجمة امرأة أخرى. بعد ثلاثة أشهر من ارتكاب ماكنزي جريمة قتل هاردينج.

## حكم الإعدام
انتظر في طابور الإعدام لمدة 20 عاما من عام 1975 إلى عام 1995. كان واحدا من أول ثلاثة سجناء تم إعدامهم عندما تم إعادة الإعدام كعقوبة في ولاية مونتانا، الولايات المتحدة.كان الاثنان الآخران المحكومان هما برنارد فيتزباتريك وديوي كولمان، لكن محاولتهم الاستئاف بعقوبة الإعدام كانت ناجحة وتجنبوا الموت.